# De Maré
de Maré är en svensk släkt av franskt ursprung, där två grenar erhållit adelskap. Den äldre av dessa adlades 1704 med namnet Ridderborg och antas vara utslocknad. Den yngre ätten adlades 1869 med oförändrat namn och enligt § 37 av Regeringsformen 1809 så att endast huvudmannen är adlig.

## Historik

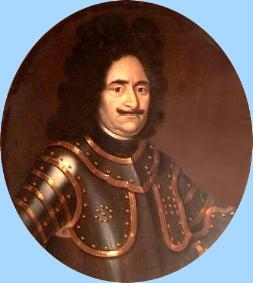
Jacques le Bell de Maré.

Släkten inkom till Sverige 1644 med Jacques le Bell de Maré, som var kammartjänare hos den pfalzgreve, som senare blev svensk kung med namnet  Karl X Gustav. En son till honom, ryttmästaren Jacob de Maré (1655–1709), blev 1704 jämte sin måg Henrik Scheibe (omkring 1673–1708) adlad med namnet Ridderborg. En annan son, löjtnanten Johan de Maré (1659–1734), hade två sonsöner, som blev stamfäder för var sin släktgren.
Den äldre grenens stamfader var majoren Carl Ludvig de Maré (1766–1819) och den yngre grenens bergsrådet Jacob Gustaf de Maré (1770–1821), vilken ägde del i Ankarsrums bruk. En son till den senare var brukspatronen Anders Baltzar de Maré, vilken adlades med bibehållet namn 1860. Bland dennes söner märks Gustaf de Maré (1825–1882) och Alfred de Maré (1831–1898), båda bruksidkare på Ankarsrum.
En yngre son till bergsrådet Jacob Gustaf de Maré var ämbetsmannen Samuel de Maré (1820–1880), som blev polismästare i Stockholm 1852, underståthållare 1855 och landshövding i Kopparbergs län från 1863.
Anders Baltzar de Maré adlades enligt § 37 av Regeringsformen 1809, varvid endast släktens huvudman blev adlig. Då äldste sonen Gustaf de Maré hade dött några månader före sin far, gick adelsvärdigheten till den äldste av dennes söner, och har sedan förblivit bland Gustaf de Marés ättlingar bosatta i Argentina.
Även andra medlemmar av den adlade grenen har utvandrat, så att 2019 endast en medlem av denna gren (född 1921) fortfarande var bosatt i Sverige.
Den 31 december 2022 var 104 personer med efternamnet de Maré folkbokförda i Sverige.

## Personer ur släkten
- Adolf Ludvig de Maré (1796–1877), militär
- Alfred de Maré, flera personer
  - Alfred de Maré (politiker) (1831–1893), bruksägare och riksdagsman
  - Alfred de Maré (läkare) (1869–1926), stadsläkare
- Anders Baltzar de Maré (1798–1882), bruksägare och riksdagsman, adlad 1860 med bibehållet namn
- Bror de Maré (1877–1950), köpman
- Ernst de Maré (1904–1994), bankdirektör
- Gustaf de Maré  – flera personer
  - Gustaf de Maré (jurist)  (1859–1916), häradshövding
  - Gustaf de Maré (politiker) (1825–1882), bruksägare och riksdagsman
- Göran de Maré (1904–1974), läkare
- Gösta de Maré (1894–1977), civilingenjör
- Henrik de Maré (1860–1937), militär och hovmarskalk
- Olof de Maré (1912–2007), läkare
- Rolf de Maré (1888–1964), konstsamlare och balettledare
- Sam de Maré (1864–1955), advokat
- Samuel de Maré (1820–1880), landshövding
- Stefan de Maré (född 1940), ämbetsman
- Thorgny de Maré (1853–1941), militär

## Släktträd (urval)
- Jacques Le Bell de Maré (död efter 1697), invandrad 1644[1][3]
  - Jacob de Maré, adlad Ridderborg (1655–1709), ryttmästare[1][3]
  - Johan de Maré (1659–1734), löjtnant[3]
    - Carl Ludvig de Maré (1766–1819), major[3]
      - Adolf Ludvig de Maré (1796–1877), överste
      - Jacob Gustaf de Maré (den yngre) (1799–1834)[8]
        - Adolf de Maré (1825–1877)[8]
          - Gustaf de Maré (1859–1914), häradshövding

    - Jacob Gustaf de Maré (1770–1821) bergsråd, Ankarsrums bruk[3]
      - Anders Baltzar de Maré (1798–1882),  bruksägare och riksdagsman, adlad 
        - Gustaf de Maré (politiker) (1825–1882) 
          - Thorgny de Maré (1853–1941), militär
          - Henrik de Maré (1860–1937), militär och hovmarskalk
            - Rolf de Maré (1888–1964), konstsamlare och balettledare

        - Alfred Bernhard de Maré (1831–1898), bruksägare och riksdagsman

      - Johan Gustaf Samuel de Maré (1820–1880), landshövding
        - Jacques Gustaf Baltzar de Maré (1861–1929), överstelöjtnant
          - Gösta de Maré (1894–1977), civilingenjör

        - Johan Viktor Samuel (Sam) de Maré (1864–1955), advokat
          - Ernst de Maré (1904–1994), bankdirektör
          - Göran de Maré (1904–1974), läkare
            - Stefan de Maré (född 1940), ämbetsman

        - Karl Alfred Julius de Maré (1869–1926), läkare
          - Olof de Maré (1912–2007), läkare

        - Bror Erik August de Maré (1877–1950), köpman